# أكيتا (أكيتا)
أكيتا (بالـيابانية: 秋田 = Akita) هي مدينة في الـيابان، وعاصمة المحافظة التي تحمل نفس الاسم -«محافظة أكيتا»-، تقع المدينة شمالي جزيرة «هونشو»، وعلى ضفاف «بحر اليابان». يبلغ عدد سكانها 336,250 نسمة.
يهيمن الميناء في «أكيتا» على نشاطها. من أهم النشاطات الاقتصادية الأخرى فيها: معامل تكرير النفط، مصانع الحديد وتصنيع المنسوجات الحريرية.

## المناخ
يظهر الجدول التالي التغييرات المناخية على مدار السنة لأكيتا:
| البيانات المناخية لـأكيتا                          | البيانات المناخية لـأكيتا | البيانات المناخية لـأكيتا | البيانات المناخية لـأكيتا | البيانات المناخية لـأكيتا | البيانات المناخية لـأكيتا | البيانات المناخية لـأكيتا | البيانات المناخية لـأكيتا | البيانات المناخية لـأكيتا | البيانات المناخية لـأكيتا | البيانات المناخية لـأكيتا | البيانات المناخية لـأكيتا | البيانات المناخية لـأكيتا | البيانات المناخية لـأكيتا |
| الشهر                                              | يناير                     | فبراير                    | مارس                      | أبريل                     | مايو                      | يونيو                     | يوليو                     | أغسطس                     | سبتمبر                    | أكتوبر                    | نوفمبر                    | ديسمبر                    | المعدل السنوي             |
| -------------------------------------------------- | ------------------------- | ------------------------- | ------------------------- | ------------------------- | ------------------------- | ------------------------- | ------------------------- | ------------------------- | ------------------------- | ------------------------- | ------------------------- | ------------------------- | ------------------------- |
| الدرجة القصوى °م (°ف)                              | 13.7 (56.7)               | 19.8 (67.6)               | 21.0 (69.8)               | 28.0 (82.4)               | 31.8 (89.2)               | 33.7 (92.7)               | 37.9 (100.2)              | 38.2 (100.8)              | 36.1 (97.0)               | 28.9 (84.0)               | 23.3 (73.9)               | 21.4 (70.5)               | 38.2 (100.8)              |
| متوسط درجة الحرارة الكبرى °م (°ف)                  | 2.8 (37.0)                | 3.5 (38.3)                | 7.4 (45.3)                | 14.0 (57.2)               | 19.0 (66.2)               | 23.2 (73.8)               | 26.5 (79.7)               | 29.0 (84.2)               | 24.7 (76.5)               | 18.6 (65.5)               | 11.9 (53.4)               | 5.9 (42.6)                | 15.5 (59.9)               |
| المتوسط اليومي °م (°ف)                             | 0.1 (32.2)                | 0.5 (32.9)                | 3.6 (38.5)                | 9.6 (49.3)                | 14.6 (58.3)               | 19.2 (66.6)               | 22.9 (73.2)               | 24.9 (76.8)               | 20.4 (68.7)               | 14.0 (57.2)               | 7.9 (46.2)                | 2.9 (37.2)                | 11.7 (53.1)               |
| متوسط درجة الحرارة الصغرى °م (°ف)                  | −2.5 (27.5)               | −2.3 (27.9)               | −0.1 (31.8)               | 5.1 (41.2)                | 10.5 (50.9)               | 15.5 (59.9)               | 19.8 (67.6)               | 21.3 (70.3)               | 16.5 (61.7)               | 9.8 (49.6)                | 4.1 (39.4)                | 0.0 (32.0)                | 8.2 (46.8)                |
| أدنى درجة حرارة °م (°ف)                            | −19.8 (−3.6)              | −24.6 (−12.3)             | −19.5 (−3.1)              | −7.2 (19.0)               | −1.4 (29.5)               | 4.1 (39.4)                | 8.9 (48.0)                | 9.0 (48.2)                | 3.1 (37.6)                | −1.4 (29.5)               | −5.4 (22.3)               | −18.7 (−1.7)              | −24.6 (−12.3)             |
| الهطول مم (إنش)                                    | 119.2 (4.69)              | 89.1 (3.51)               | 96.5 (3.80)               | 112.8 (4.44)              | 122.8 (4.83)              | 117.7 (4.63)              | 188.2 (7.41)              | 176.9 (6.96)              | 160.3 (6.31)              | 157.2 (6.19)              | 185.8 (7.31)              | 160.1 (6.30)              | 1٬686٫2 (66.39)           |
| متوسط تساقط الثلوج سم (إنش)                        | 138 (54)                  | 108 (43)                  | 43 (17)                   | 1 (0.4)                   | 0 (0)                     | 0 (0)                     | 0 (0)                     | 0 (0)                     | 0 (0)                     | 0 (0)                     | 11 (4.3)                  | 74 (29)                   | 377 (148)                 |
| متوسط أيام هطول الأمطار (≥ 0.5 mm)                 | 24.0                      | 20.0                      | 17.5                      | 13.2                      | 12.5                      | 11.2                      | 13.6                      | 11.0                      | 13.6                      | 15.6                      | 19.8                      | 23.6                      | 195.6                     |
| متوسط الأيام المثلجة                               | 27.8                      | 23.6                      | 17.0                      | 2.2                       | 0                         | 0                         | 0                         | 0                         | 0                         | 0.1                       | 7.0                       | 21.1                      | 98.8                      |
| متوسط الرطوبة النسبية (%)                          | 73                        | 71                        | 67                        | 67                        | 72                        | 75                        | 79                        | 76                        | 75                        | 72                        | 72                        | 73                        | 73                        |
| ساعات سطوع الشمس الشهرية                           | 39.9                      | 62.5                      | 124.7                     | 170.4                     | 182.0                     | 176.2                     | 150.3                     | 193.0                     | 153.8                     | 145.4                     | 82.7                      | 45.1                      | 1٬526                     |
| المصدر #1: Japan Meteorological Agency             |                           |                           |                           |                           |                           |                           |                           |                           |                           |                           |                           |                           |                           |
| المصدر #2: 観測史上1～10位の値（年間を通じての値） |                           |                           |                           |                           |                           |                           |                           |                           |                           |                           |                           |                           |                           |

## توأمة
لأكيتا (أكيتا) اتفاقيات توأمة مع كل من:
- فلاديفوستوك (29 يونيو 1992 -)
- لانتشو (5 أغسطس 1982 -)
- باساو (8 أبريل 1984 -)
- سانت كلاود (28 يونيو 2006 -)
- مقاطعة كيناي بنينسولا بورو (22 يناير 1992 -)

## أعلام
- يوكيو إندو
- ميتوهيسا تاجوشي
- نوبو فوجيشيما
- كينيتشي كاغا
- شينغو كوماباياشي